# Выгода от болезни
Выгода от болезни — преимущества, бессознательно приобретаемые человеком при его заболевании и извлекаемые им из самой болезни.

## История
Введение понятия «выгоды от болезни» приписывается известнейшему австрийскому психоаналитику Зигмунду Фрейду, при этом сам он в своих лекциях отмечает, что осмысленность невротического симптома уже ранее была описана такими врачами, как Йозеф Брейер и Пьер Жане.

## Разновидности
Выделяют первичную и вторичную выгоды:
- Первичная выгода — снижение уровня тревоги субъекта, что происходит за счёт возникновения патологического симптома. Например, опредмечивание тревоги и возникновение фобии.
- Вторичная выгода — освобождение человека благодаря уже имеющейся болезни от неприятных ситуаций, обязанностей, получении неких привилегий, льгот. Она не приводит к симптомообразованию, но только закрепляет болезнь и мешает её лечению.

На практике оказывается трудно разделить первичную выгоду от вторичной. Поэтому в настоящее время в психологии термин «вторичная выгода» (англ. secondary gain) чаще используют, понимая под ним получение удобных для человека психосоциальных последствий заболевания.